# Amazona (película)
Amazona es una película documental colombiana de 2016 dirigida y escrita por Clare Weiskopf y Nicolás van Hemelryck. El documental, premiado a nivel nacional e internacional, obtuvo, entre otros galardones, el Premio del Público en el Festival de Cine de Cartagena, el premio a Mejor Documental en los Premios Macondo 2018, el Premio Andriy Matrosov en el Festival Internacional de Cine Documental de Derechos Humanos en Ucrania y el Premio al Mejor Proyecto Pitch Documental en el Festival Internacional de Cine de Edimburgo.

## Sinopsis
El documental relata la historia de Val y Clare: una madre y una hija. Después de la trágica muerte de su hija mayor, Val dejó a sus hijos y a su familia y escapó a la selva colombiana en busca de su propia identidad. Clare tenía solo once años cuando su madre se fue y no podía entender lo que estaba buscando. Un hijo que se convirtió en adicto, tres rupturas y una familia fracturada quedaron atrás. Ahora Clare está embarazada y decide confrontar a su madre, curar las heridas del pasado y tratar de definir la maternidad en sus propios términos. Juntas emprenden un viaje íntimo, explorando los límites entre la responsabilidad y la libertad, el poder del amor y el significado de la familia.

## Reparto
- Valerie Meikle
- Diego Weiskopf
- Nicolás van Hemelryck
- Noa Van Hemelryck Weiskopf